# Richtlinie (EU) 2016/1148
Die Richtlinie (EU) 2016/1148 über Maßnahmen zur Gewährleistung eines hohes gemeinsames Sicherheitsniveaus von Netz und Informationssystemen in der Union, kurz die NIS-Richtlinie, wurde durch die Richtlinie (EU) 2022/2555 – die „NIS-2-Richtlinie“ – aufgehoben.

## Umsetzung in Deutschland
„Gesetz zur Umsetzung der Richtlinie (EU) 2016/1148 des Europäischen Parlaments und des Rates vom 6. Juli 2016 über Maßnahmen zur Gewährleistung eines hohen gemeinsamen Sicherheitsniveaus von Netz- und Informationssystemen in der Union“ vom 23. Juni 2017.